# Glatigny (Oise)
Pour les articles homonymes, voir Glatigny.
Glatigny est une commune française située dans le département de l'Oise en région Hauts-de-France.

## Géographie

### Description
Village picard surplombant la vallée du Thérain et le Pays de Bray, situé à 15 km au nord-ouest de Beauvais.

### Communes limitrophes
| Hanvoile   | Crillon        | Haucourt |
|            | Glatigny       |          |
| Villembray | Hodenc-en-Bray | Lhéraule |

### Hydrographie
La commune est située dans le bassin Seine-Normandie. Elle n'est drainée par aucun cours d'eau,.

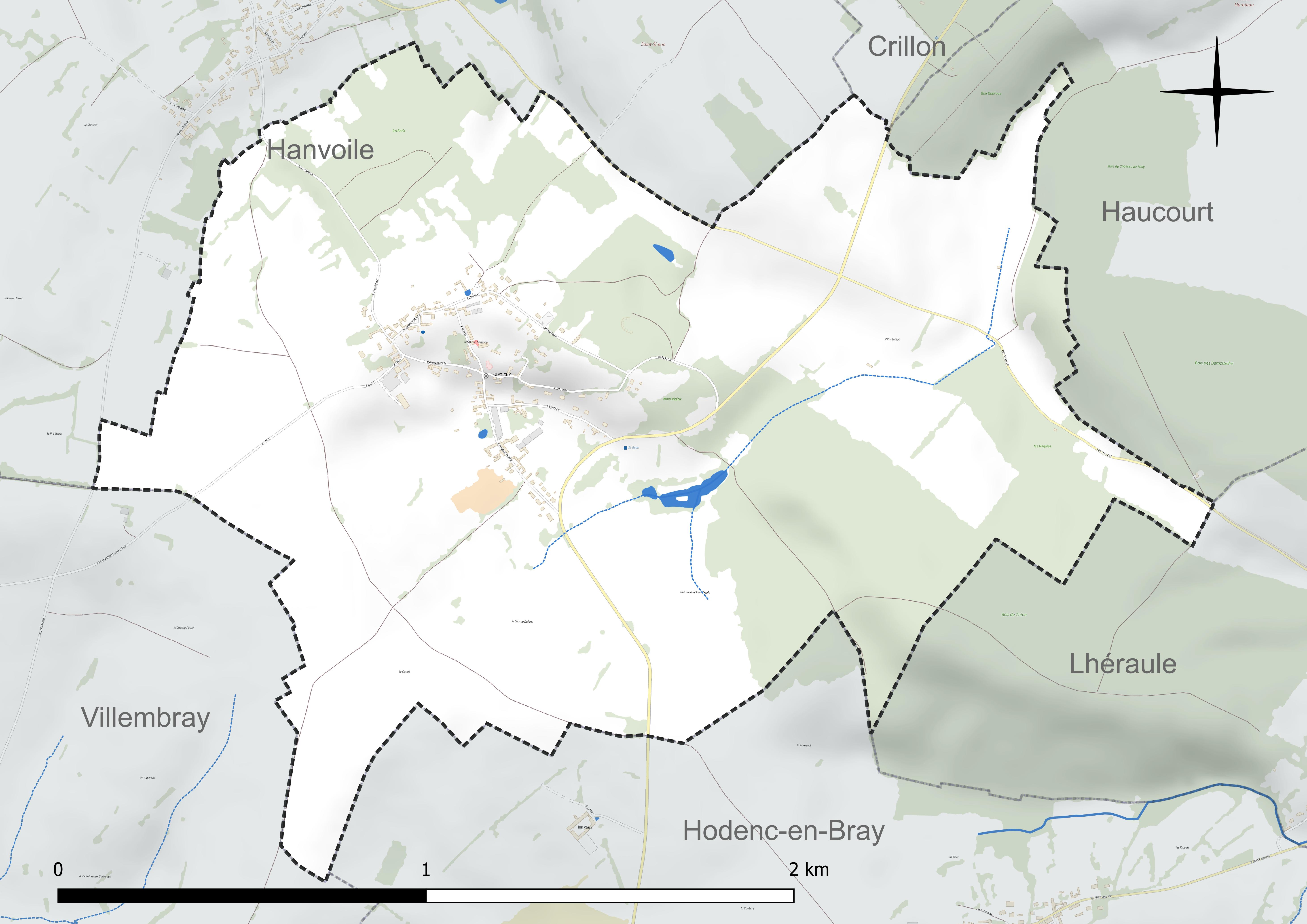
Réseau hydrographique de Glatigny.

### Climat
Pour des articles plus généraux, voir Climat des Hauts-de-France et Climat de l'Oise.
En 2010, le climat de la commune est de type climat océanique altéré, selon une étude du CNRS s'appuyant sur une série de données couvrant la période 1971-2000. En 2020, Météo-France publie une typologie des climats de la France métropolitaine dans laquelle la commune est exposée à un climat océanique et est dans la région climatique  Nord-est du bassin Parisien, caractérisée par un ensoleillement médiocre, une pluviométrie moyenne régulièrement répartie au cours de l'année et un hiver froid (3 °C). 
Pour la période 1971-2000, la température annuelle moyenne est de 10 °C, avec une amplitude thermique annuelle de 13,7 °C. Le cumul annuel moyen de précipitations est de 782 mm, avec 12,4 jours de précipitations en janvier et 8,3 jours en juillet. Pour la période 1991-2020, la température moyenne annuelle observée sur la station météorologique la plus proche, située sur la commune de Saint-Arnoult à 16 km à vol d'oiseau, est de 10,4 °C et le cumul annuel moyen de précipitations est de 797,2 mm,. Pour l'avenir, les paramètres climatiques de la commune estimés pour 2050 selon différents scénarios d'émission de gaz à effet de serre sont consultables sur un site dédié publié par Météo-France en novembre 2022.

## Urbanisme

### Typologie
Au 1er janvier 2024, Glatigny est catégorisée commune rurale à habitat dispersé, selon la nouvelle grille communale de densité à sept niveaux définie par l'Insee en 2022.
Elle est située hors unité urbaine. Par ailleurs la commune fait partie de l'aire d'attraction de Beauvais, dont elle est une commune de la couronne,. Cette aire, qui regroupe 162 communes, est catégorisée dans les aires de 50 000 à moins de 200 000 habitants,.

### Occupation des sols
L'occupation des sols de la commune, telle qu'elle ressort de la base de données européenne d'occupation biophysique des sols Corine Land Cover (CLC), est marquée par l'importance des territoires agricoles (85 % en 2018), une proportion identique à celle de 1990 (85 %). La répartition détaillée en 2018 est la suivante : 
prairies (33,1 %), zones agricoles hétérogènes (28,7 %), terres arables (23,3 %), forêts (15 %). L'évolution de l'occupation des sols de la commune et de ses infrastructures peut être observée sur les différentes représentations cartographiques du territoire : la carte de Cassini (XVIIIe siècle), la carte d'état-major (1820-1866) et les cartes ou photos aériennes de l'IGN pour la période actuelle (1950 à aujourd'hui).

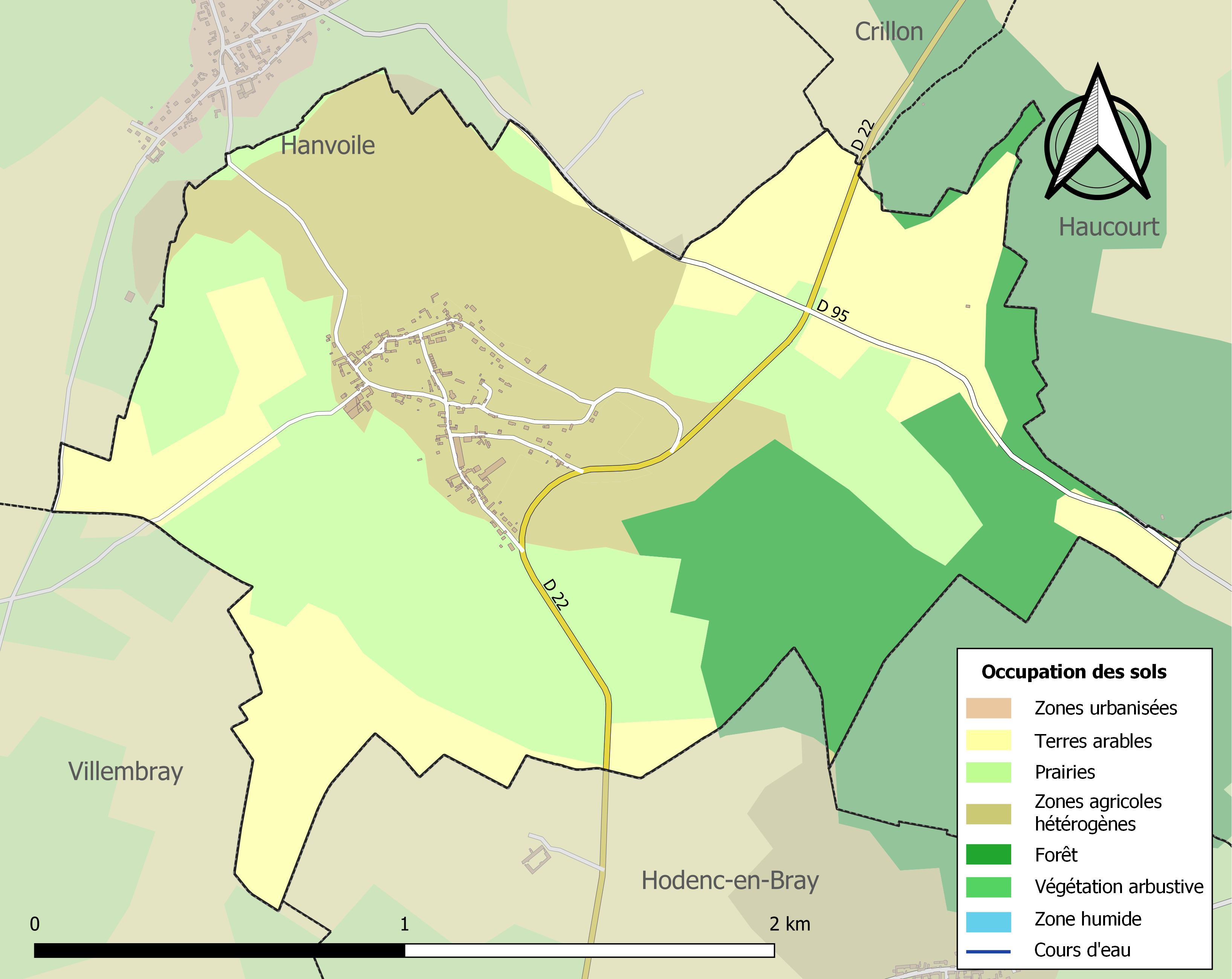
Carte des infrastructures et de l'occupation des sols de la commune en 2018 (CLC).

### Voies de communication et transports
La commune est desservie, en 2023, par les lignes 612, 6102 et 6104 du réseau interurbain de l'Oise.

## Toponymie
Le nom de la localité est attesté sous les formes apud glatenniacum (1061) ; Glatengny (1219) ; Glatenniacum (vers 1230) ; Glategni (1252) ; Glategny (1373) ; Glateigny (1384) ; Glattigny (vers 1450) ; Glatigni (vers 1450) ; Glatigny en Bray (XVIe) ; Glatigny (1667).

## Politique et administration
| Période                                  | Période                    | Identité          | Étiquette | Qualité                                    |
| ---------------------------------------- | -------------------------- | ----------------- | --------- | ------------------------------------------ |
| Les données manquantes sont à compléter. |                            |                   |           |                                            |
| avant 1988                               |                            | René Lesueur      |           |                                            |
| Les données manquantes sont à compléter. |                            |                   |           |                                            |
| mars 2001                                | 30 avril 2010,             | Nicole Wildenberg |           | Démissionnaire                             |
| juin 2010                                | En cours (au 17 juin 2020) | Jean-Luc Blatier  |           | Agriculteur Réélu pour le mandat 2020-2026 |

## Population et société

### Démographie

#### Évolution démographique
L'évolution du nombre d'habitants est connue à travers les recensements de la population effectués dans la commune depuis 1793. Pour les communes de moins de 10 000 habitants, une enquête de recensement portant sur toute la population est réalisée tous les cinq ans, les populations de référence des années intermédiaires étant quant à elles estimées par interpolation ou extrapolation. Pour la commune, le premier recensement exhaustif entrant dans le cadre du nouveau dispositif a été réalisé en 2005.

En 2022, la commune comptait 217 habitants, en évolution de −4,41 % par rapport à 2016 (Oise : +0,87 %, France hors Mayotte : +2,11 %).
| 1793 | 1800 | 1806 | 1821 | 1831 | 1836 | 1841 | 1846 | 1851 |
| ---- | ---- | ---- | ---- | ---- | ---- | ---- | ---- | ---- |
| 561  | 569  | 563  | 533  | 525  | 504  | 501  | 502  | 439  |

| 1856 | 1861 | 1866 | 1872 | 1876 | 1881 | 1886 | 1891 | 1896 |
| ---- | ---- | ---- | ---- | ---- | ---- | ---- | ---- | ---- |
| 356  | 321  | 312  | 286  | 265  | 247  | 232  | 195  | 186  |

| 1901 | 1906 | 1911 | 1921 | 1926 | 1931 | 1936 | 1946 | 1954 |
| ---- | ---- | ---- | ---- | ---- | ---- | ---- | ---- | ---- |
| 171  | 183  | 155  | 145  | 169  | 172  | 158  | 132  | 144  |

| 1962 | 1968 | 1975 | 1982 | 1990 | 1999 | 2005 | 2006 | 2010 |
| ---- | ---- | ---- | ---- | ---- | ---- | ---- | ---- | ---- |
| 148  | 130  | 114  | 104  | 133  | 150  | 153  | 154  | 209  |

| 2015 | 2020 | 2022 | - | - | - | - | - | - |
| ---- | ---- | ---- | - | - | - | - | - | - |
| 224  | 221  | 217  | - | - | - | - | - | - |

#### Pyramide des âges
La population de la commune est relativement jeune.
En 2018, le taux de personnes d'un âge inférieur à 30 ans s'élève à 40,3 %, soit au-dessus de la moyenne départementale (37,3 %). À l'inverse, le taux de personnes d'âge supérieur à 60 ans est de 17,2 % la même année, alors qu'il est de 22,8 % au niveau départemental.
En 2018, la commune comptait 116 hommes pour 110 femmes, soit un taux de 51,33 % d'hommes, largement supérieur au taux départemental (48,89 %).
Les pyramides des âges de la commune et du département s'établissent comme suit.
| Hommes | Classe d’âge | Femmes |
| ------ | ------------ | ------ |
| 0,0    | 90 ou +      | 0,0    |
| 2,7    | 75-89 ans    | 3,7    |
| 15,9   | 60-74 ans    | 12,0   |
| 17,7   | 45-59 ans    | 18,5   |
| 22,1   | 30-44 ans    | 26,9   |
| 11,5   | 15-29 ans    | 19,4   |
| 30,1   | 0-14 ans     | 19,4   |

| Hommes | Classe d’âge | Femmes |
| ------ | ------------ | ------ |
| 0,5    | 90 ou +      | 1,4    |
| 5,5    | 75-89 ans    | 7,6    |
| 15,6   | 60-74 ans    | 16,3   |
| 20,8   | 45-59 ans    | 20     |
| 19,4   | 30-44 ans    | 19,4   |
| 17,6   | 15-29 ans    | 16,2   |
| 20,6   | 0-14 ans     | 19,1   |

## Culture locale et patrimoine

### Lieux et monuments

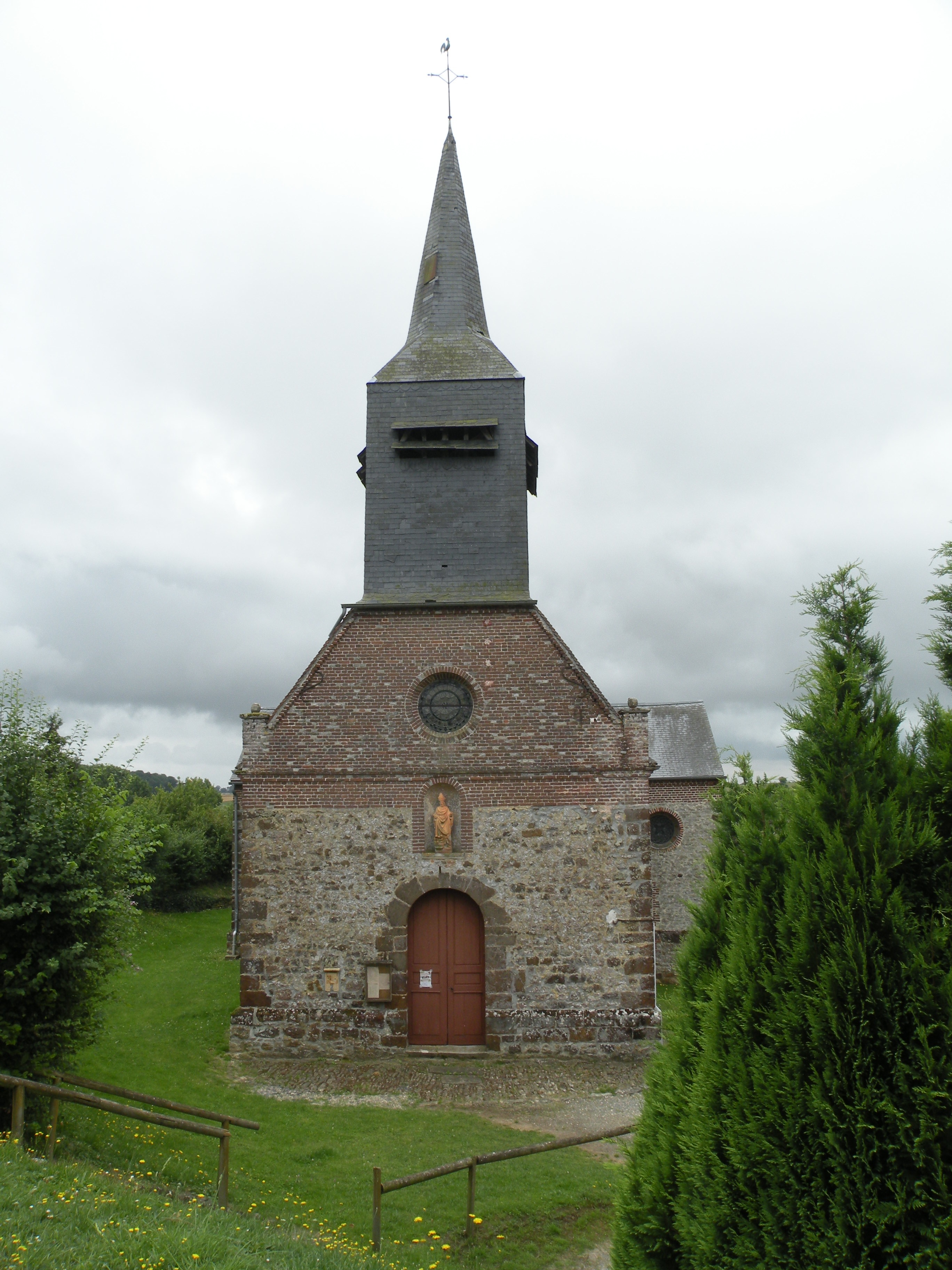
L'église Saint-Nicolas.

- Église Saint-Nicolas (XVIIIe siècle).

### Personnalités liées à la commune
- Madame la duchesse Charlotte de La Mothe-Houdancourt, mort en cette commune. Il ne s'agit pas de ce Glatigny dans l'Oise mais de Glatigny qui est un quartier de Versailles.